# Mamma mia che domenica
(Camila Raznovich in un'intervista per il Corriere della Sera)
Mamma mia che domenica è un programma televisivo italiano presentato da Camila Raznovich, in onda dal 29 gennaio 2012 tutte le domeniche su LA7, dalle 17.40 alle 19.00. La prima puntata ha ottenuto l'1,62% di share e circa 320.000 Telespettatori.

## La trasmissione
Il programma è un appuntamento creato per approfondire e divulgare riguardo ai luoghi comuni che ruotano attorno alla famiglia. Si parla del rapporto tra i genitori e i figli e della difficoltà di essere oggi un genitore. La conduttrice, Camila Raznovich, condivide in studio la sua esperienza personale, in quanto anch'essa una di loro, cercando di spiegare che tutti prima o poi si sbagliano con i propri figli. Si affrontano, senza pregiudizi, temi anche intimi, in modo irriverente.
Ad accompagnare la conduttrice ci sono due componenti di due gruppi comici: Katia Follesa (Katia e Valeria) e Angelo Pisani (Pali e Dispari). Inoltre sono presenti un forum di mamme e di esperti, con la partecipazione in ogni puntata di ospiti importanti.

## Spin-off

### Mamma mia che settimana
Mamma mia che settimana è un programma televisivo italiano presentato anch'esso da Camila Raznovich, in onda dal 30 gennaio 2012 al 20 aprile 2012 dal lunedi al venerdi su LA7d